# Дмитрий Бурбуть

## Биография
Родился в 1979 году в Минске, Беларусь. Учился в БГУ на факультете журналистики, который не закончил. С 2000 года начал сотрудничать с различными минскими редакциями, в итоге получив постоянную должность штатного автора в издании «Музыкальная газета».
О своей работе в газете в 2023 году на краудфандинговой платформе Patreon Дмитрий опубликовал PDF-версию книги «Хроники “Нестора”» — попытку рассказать историю газеты, а также других изданий ООО «Нестор». В конце 2025 года издательством RozUM Media планируется выпуск и печатной версии «Хроник», доработанной и расширенной.
С 2016 года курирует сатирический русскоязычный сайт https://shakal.today/, с 2024 года его американскую версию — https://jackal.today/
С 2019 постоянно живет в США.
В 2025 году издательство RozUM Media опубликовало сатирическую пьесу «Криптостволы — история взлета и падения толочинских самородков» за авторством Дмитрия Бурбутя.